# George Noble Molesworth
George Noble Molesworth, britanski general, * 1890, † 1968.